# Laguna (Nuovo Messico)
Laguna , detta anche Laguna Pueblo, (Ka'waika in lingua keres) è un census-designated place degli Stati Uniti d'America, nella Contea di Cibola nello stato del Nuovo Messico, ma parte del suo territorio si trova nella contea di Sandoval. Ha una popolazione di 423 abitanti secondo il censimento del 2000. Secondo lo United States Census Bureau ha un'area totale di 6,7 km².

## Geografia fisica
Laguna si trova nel Nuovo Messico nord-occidentale a ovest del Rio Grande. Il pueblo è situato lungo la Interstate 40 a circa 67 km a ovest di Albuquerque.
Secondo il censimento del 2000 oltre il 96% della popolazione è costituito da nativi americani. Questi discendenti del popolo Pueblo, che abitavano in queste terre da prima della colonizzazione spagnola, parlano ancora una lingua che è considerata un dialetto delle lingue keres occidentali.